# Новый Кривин
Но́вый Криви́н (укр. Новий Кривин) — село в Славутском районе Хмельницкой области Украины.
Население по переписи 2001 года составляло 13 человек. Почтовый индекс — 30063. Телефонный код — 3842. Занимает площадь 0,4 км². Код КОАТУУ — 6823987302.

## Местный совет
30063, Хмельницкая обл., Славутский р-н, с. Старый Кривин, тел. 51-1-15.